# Калинники
Кали́нники (рос. Калинники, башк. Калинники) — село у складі Бірського району Башкортостану, Росія. Адміністративний центр Калинниківської сільської ради.
Населення — 1005 осіб (2010; 967 в 2002).
Національний склад:
- росіяни — 77 %